# Chido Obi-Martin
Chidozie Obi-Martin (Gloatrup, 29 novembre 2007) è un calciatore danese, attaccante del Manchester Utd.

## Carriera

### Club
Entrato a far parte delle giovanili del Arsenal nel 2022, percorrendo tutta la trafila delle giovanili dall'Under-18 all'Under-21. Nel 2024 passa da svincolato al Manchester United, squadra con cui esordisce nella partita contro il Tottenham del 16 febbraio 2025.

## Statistiche

### Presenze e reti nei club
| Stagione        | Squadra         | Campionato      | Campionato | Campionato | Coppe nazionali | Coppe nazionali | Coppe nazionali | Coppe continentali | Coppe continentali | Coppe continentali | Altre coppe | Altre coppe | Altre coppe | Totale | Totale | Totale |
| Stagione        | Squadra         | Comp            | Pres       | Reti       | Comp            | Pres            | Reti            | Comp               | Pres               | Reti               | Comp        | Pres        | Reti        | Pres   | Reti   |        |
| --------------- | --------------- | --------------- | ---------- | ---------- | --------------- | --------------- | --------------- | ------------------ | ------------------ | ------------------ | ----------- | ----------- | ----------- | ------ | ------ | ------ |
| 2024-2025       | Manchester Utd  | PL              | 4          | 0          | FACup+CdL       | 0               | 0               | UEL                | 0                  | 0                  | -           | -           | -           | 4      | 0      |        |
| Totale carriera | Totale carriera | Totale carriera | 4          | 0          |                 | 0               | 0               |                    | 0                  | 0                  |             | -           | -           | 4      | 0      |        |